# Jean-Pierre Raffin
Pour les articles homonymes, voir Raffin.
Jean-Pierre Raffin, né le 1er avril 1937 à Boulogne-Billancourt (Hauts-de-Seine), est une personnalité française de la protection de l'environnement. Son principal domaine d'expertise est la diversité du monde vivant, ou biodiversité. Il considère que le volet « diversité du vivant » de la transition écologique est moins perceptible tant à l'opinion publique qu'aux décideurs à la différence du volet climatique.

## Biographie
Il est le fils de Léon Raffin (1906-1996), peintre-fresquiste et de Simone Pézieux-Nozal (1906-1993), graveuse sur bois et peintre. Il est l'arrière petit-fils de Léon Nozal (1847-1914) et de Marguerite Chanu (1852-1939), mécènes de l'architecte Art nouveau français, Hector Guimard.

### Universitaire
Licencié ès sciences naturelles, il est docteur de 3e cycle en histologie et cytologie comparées et docteur d'État ès sciences naturelles. Avant sa retraite en 2002, il exerça différentes fonctions à la faculté des sciences de Paris puis à l'université Paris VII-Denis-Diderot.
Il débute comme enseignant chercheur en 1963 comme moniteur de travaux pratiques de zoologie (invertébrés et vertébrés) il créa l'enseignement de l'écologie en 1970 avec François Ramade. Il devient ensuite maître-assistant en écologie à partir de 1973 puis maître de conférences en écologie dès 1985. Depuis 1984, il est cofondateur et coresponsable de la filière « Connaissance, Gestion et Aménagement des Espaces Naturels et humanisés » (CGEN) puis du département, du DESU et du DESS « Espace et milieux » de l'université Paris VII-Denis-Diderot (de 1996 à 1997) et enfin responsable du DESS "Espace et milieux" (de 2000 à 2002).

### Militant écologiste
Engagé dans la défense du parc national de la Vanoise, il s'engage à France Nature Environnement, dont il sera président et dont il est maintenant président d'honneur. Il est à l'origine du choix du logo du hérisson.
Il a exercé de nombreuses fonctions dans des instances en rapport avec l'environnement. Il a été membre du Conseil national de protection de la nature et de son comité permanent (de 1977 à 1989), membre puis responsable du Groupe Ours (entre 1983 et 1990), puis membre du Haut Comité à l'Environnement (de 1982 à 1986), président de sa commission "Environnement et équilibre des espèces et des milieux, membre des Conseils d'administration du parc national des Écrins (de 1978 à 1989 puis de 1995 à 1997) et du Parc national des Pyrénées (de 1989 à 1995). Ensuite, il est membre puis président (de 2002 à 2006) du Conseil scientifique du Parc national des Écrins, Président du Collège des Pts de Conseils scientifiques de Parcs nationaux (en 2005 et 2006), membre de l'UICN/SSC Bear Specialist Group (de 1991 à 2002).
Catholique, il est membre de la Commission « Sauvegarde et gérance de la création » de Pax Christi depuis 1991, devenue Antenne « Paix, environnement et modes de vie » Pax Christi – Commission sociale des évêques de France en 2002, vice-président de cette antenne depuis 2002, membre du comité de sélection Eole 2005 (de 1996 à 1997), membre du cabinet du Ministère de l'Aménagement du Territoire et de l'Environnement (de 1997 à 1999), membre du Conseil Environnement d'EDF (de 1998 à 2001), membre de la Commission du génie biomoléculaire (de 2000 à 2002), et enfin président de l'Observatoire des marées noires (de 2000 à 2002).
Il est l'auteur de 15 ouvrages dans le domaine de l'histochimie et de la neuroembryologie expérimentale et 73 dans le domaine de la connaissance et de la gestion du patrimoine naturel et a été nommé chevalier puis officier de l'ordre national du Mérite (en 1983 et 1996) puis chevalier et officier de l'ordre de la Légion d'honneur (en 1987 et 2000).

### Député européen
Candidat sur la liste des Verts aux élections européennes de 1989, il est député européen du 11 décembre 1991 au 18 juillet 1994, en remplacement de députés démissionnaires. Il est membre de la commission de l'environnement, de la santé publique et de la protection des consommateurs. Il choisit de ne pas briguer de second mandat.

## Engagement politique
Il soutient le mouvement Nouvelle Donne depuis sa création fin 2013.